# Helen Wood

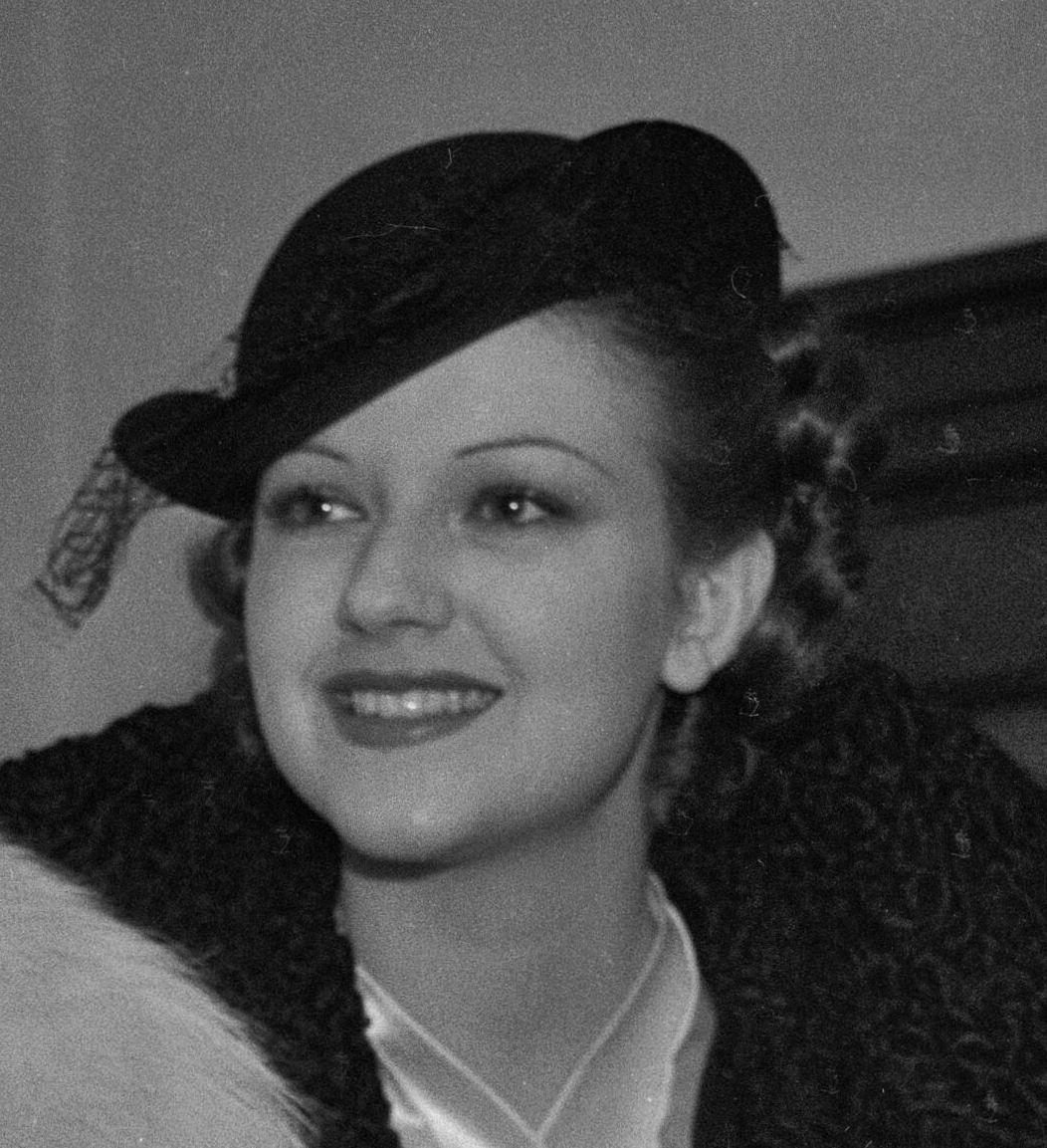
Helen Wood (1935)

Helen Wood (* 4. Juni 1917 in Clarksville, Tennessee, Vereinigte Staaten; † 8. Februar 1988 in Burbank, Kalifornien, ebenda) war eine amerikanische Schauspielerin, die vor allem in den 1930er Jahren in Film und Rundfunk tätig war.

## Leben
Wood wurde in Clarksville, Tennessee, als Tochter von Edwin Wood, der in der Immobilien- und Versicherungsbranche arbeitete, und Hazel Case geboren. Sie hatte eine jüngere Schwester, Mary Martha.
Nachdem sie 1933 als Teenager einen Schönheitswettbewerb im Capitol Theatre von Clarksville gewonnen hatte, verdiente sich Wood eine Reise nach Hollywood, wo sie in Skandal in Rom mitspielte. Danach kehrte sie nach Clarksville zurück, um die High School zu beenden; nach ihrer Rückkehr nach Hollywood unterzeichnete sie einen Vertrag mit MGM.
Berichten zufolge gab sie 4.000 Dollar für einen Gesangslehrer aus, der ihr half, ihren Südstaaten-Akzent abzulegen. Später unterschrieb sie bei der Fox, wo sie mit anderen Starlets des Studios wie Rita Hayworth (damals „Rita Cansino“) und Dixie Dunbar um Rollen konkurrierte. Auf der Leinwand war sie häufig die Filmpartnerin von Schauspieler Thomas Beck.
Angeblich musste sie wegen einer Krankheit schon früh in ihrer Karriere eine große Rolle ablehnen.
Nachdem ihre Rollen auf der Leinwand Ende der 1930er Jahre versiegten, arbeitete sie beim Radio. Im Jahr 1942 heiratete sie Earl Henriksen.

## Filmografie (Auswahl)
- 1933: Skandal in Rom (Roman Scandals)
- 1934: Moulin Rouge
- 1935: Die Goldgräber von 1935 (Gold Diggers of 1935)
- 1935: Caliente, die Stadt der Freude (In Caliente)
- 1935: Anna Karenina (Anna Karenina)
- 1935: The Goose and the Gander
- 1935: Ein Sommernachtstraum (A Midsummer Night’s Dream)
- 1936: Charlie Chan beim Pferderennen (Charlie Chan at the Race Track)
- 1936: Sing, Baby, Sing (Sing, Baby, Sing)
- 1936: Crack-Up (Crack-Up)
- 1939: Almost a Gentleman
- 1949: The Pilgrimage Play
- 1953: Eine Chance für Suzy (Give a Girl a Break)